# Marcelo Daniel Colombo
Marcelo Daniel Colombo (Buenos Aires, 27 de março de 1961) é um prelado católico argentino da Igreja Católica que serviu como bispo da Diocese de La Rioja. Em 22 de maio de 2018, foi nomeado Arcebispo da Arquidiocese de Mendoza. Desde novembro de 2024, é o presidente da Conferência Episcopal Argentina.

## Biografia
Marcelo Colombo nasceu em Buenos Aires, Argentina. Formou-se no Colégio San Francisco de Sales de Buenos Aires para obter o título de Licenciatura em Mercantil. Em 1989 ele se tornou advogado após concluir seus estudos de direito na Universidade de Buenos Aires. Em 1982 ingressou no seminário Quilmes e estudou filosofia na Faculdade de Teologia de Buenos Aires em Villa Devoto, enquanto estudava teologia no Centro de Estudos Teológicos e Filosóficos de Quilmes.

## Sacerdócio
Em 16 de dezembro de 1988 foi ordenado sacerdote. Em 1994 obteve o doutorado em direito canônico na Pontifícia Universidade de Santo Tomás de Aquino, em Roma, Itália.
Foi vigário paroquial da Catedral de Quilmes (1988), administrador paroquial de Bernal (1990), diretor pastoral da paróquia de Nuestra Señora de Itati, em Berazategui (1994), diretor do Movimento “Encuentro Matrimonial” (1997), membro do Conselho da Ordem (2000), assessor jurídico e técnico da Cúria (2001), vigário episcopal para a educação (2002), membro do Colégio de Consultores (2004), Assistente do Secretariado para a Família (2005), vigário episcopal para evangelização (2007). No Seminário Diocesano de Quilmes foi primeiro formador (1988), depois vice-reitor (1995) e, finalmente, reitor (1996). Desde 1991 até sua nomeação episcopal, fez parte do conselho presbiteral e, desde 1995, do conselho pastoral. De 1996 a 2001 ocupou o cargo de Juiz do Tribunal Eclesiástico Interdiocesano “C” (La Plata).
Em 8 de maio de 2009 foi nomeado pelo Papa Bento XVI bispo da Diocese de Orán. Luis Teodorico Stöckler, bispo de Quilmes, concedeu-lhe a ordenação episcopal em 8 de agosto do mesmo ano, coadjuvado por Mario Antonio Cargnello, arcebispo de Salta e Jorge Rubén Lugones, bispo de Lomas de Zamora. fez a sua entrada solene em 22 de agosto de 2009.
Em 9 de julho de 2013, o Papa Francisco o nomeou bispo da diocese de La Rioja. Em 22 de maio de 2018, foi nomeado arcebispo de Mendoza. Fez sua entrada solene na Arquidiocese em 11 de agosto seguinte.
Em 12 de novembro de 2024, foi eleito como na 125ª Assembleia Plenária da Conferência Episcopal Argentina como seu presidente, pelo triênio 2024-2027.